# 宮下栄治
宮下 栄治（みやした えいじ、1978年9月26日 - ）は、日本の男性声優。兵庫県出身。Breeze所属。

## 来歴
幼少時に見た『魔神英雄伝ワタル』で渡部クラマを演じた山寺宏一にあこがれ、高校3年生の時に本格的に声優を目指そうと考える。
親の勧めで奈良の大学に推薦で入学するも、声優の夢をあきらめきれず1年で中退し、アルバイトをする傍ら大阪の代々木アニメーション学院に通う。代々木アニメーション学院の講師の勧めで関東にある賢プロダクションの養成所・スクールデュオへ2期生として入所し、事務所預かりという扱いになった22歳ごろから声優として活動するようになった。
2007年、『結界師』の志々尾限役と『爆丸バトルブローラーズ』のプレデター役と『ミュータント タートルズ』のラファエロ役という全く異なるタイプのキャラクターを3人演じることで注目される。
その後、賢プロダクションを2008年に退所し、2009年6月までフリーで活動していたが、同年7月から2011年8月までぷろだくしょんバオバブに所属した後は2011年9月より再びフリーで活動する。2013年2月よりアプトプロ所属。2022年2月末をもって退所し、再々度フリーでの活動となった。2022年4月1日自身のツイッターにて株式会社Breezeへの移籍を発表。
また、自身の活動の一環として『Lit Klatch』(旧『LK VI』)という朗読劇ユニットを結成している。

## 人物・特色
声種はハイバリトン。方言は関西弁。
Girs-Styleとのインタビューの中で「一番最初にもらった仕事ははっきりと覚えてはいないが、おそらく洋画だったと思う。記憶にあるのは『ハイスクール・ウルフ』の無名のキャラクターだったかな」と振り返っており、名前のある役は『なるたる』の鶴丸丈夫が初めてだったと述べている。
前述のインタビューの中で、ある洋画の吹き替えの演出家から「あなたはその役としてそこにいてくれるだけでいい。だから、あまり考え込みすぎないように。」というアドバイスを受け、「考え抜いた言葉を出しても説得力がない」と感じ、計算するくらいなら役に集中するよう心掛けていると述べており、演技後は自分の役についてあまり覚えていないと話している。
趣味・特技は音楽、格闘技、柔道、空手。資格は普通自動二輪免許。

## 出演
太字はメインキャラクター。

### テレビアニメ
2003年
- なるたる（鶴丸丈夫）

2004年
- サムライチャンプルー（門番）

2005年
- IGPX（グラス・ジョーンズ）
- いちご100%（男子生徒A、男、上級生、客）
- 頭文字D Fourth Stage（ギャラリーB、仲間B、ギャラリー、男）
- Canvas2 〜虹色のスケッチ〜（係員）
- こてんこてんこ（アナウンス）
- 新釈 眞田十勇士
- 蒼穹のファフナー RIGHT OF LEFT（オペレーター）
- Paradise Kiss（男）
- BLACK CAT（ベクター、ならず者、ピエロ、トルネオの配下、諜報員）
- ポケットモンスター アドバンスジェネレーション（2005年 - 2006年、ロビン、レジスチル）
- 舞-乙HiME（ダイン、アンナン王）
- まじめにふまじめ かいけつゾロリ（ラーメン王、町の人、いたずら小僧F）
- MÄR-メルヘヴン-（盗賊）
- らいむいろ流奇譚X CROSS〜恋、教ヘテクダサイ。〜（熊、下士官、日本兵）

2006年
- イノセント・ヴィーナス（金田）
- ザ・サード 〜蒼い瞳の少女〜（評議会議員2、店主1、暗殺者集団リーダー、スタッフ）
- 地獄少女 二籠（チンピラ）
- 獣王星（白輪、部下、茶輪の男 他）
- 天保異聞 妖奇士（浮民、火消し）
- NANA（中村、レンタルビデオ店員）
- ひぐらしのなく頃に（2006年 - 2007年、店長、不良3） - 2シリーズ
- プリンセス・プリンセス（糺孝弘）
- xxxHOLiC（男）
- よみがえる空 -RESCUE WINGS-（杉浦和志、辻堂仁司 他）

2007年
- アイドルマスター XENOGLOSSIA（吉永、ネコ、タクシー運転手）
- ウエルベールの物語 〜Sisters of Wellber〜（トヤンマ）
- 風のスティグマ（ツァン）
- キスダム -ENGAGE planet-（ナセル 他）
- 結界師（志々尾限）
- 神霊狩/GHOST HOUND（徳永憲男、本多一成、古沢裕 他）
- スカルマン（演説）
- ドラゴノーツ -ザ・レゾナンス-（アマギ・ケイイチ、大臣、科学主任）
- 爆丸バトルブローラーズ（プレデター）
- REIDEEN（高橋敏久）
- ロケットガール（ジョージ・グラント）
- ロミオ×ジュリエット（ヴィットーリオ・ド・フレスコバルディ、パオロ、行商人）

2008年
- 喰霊-零-（幹部C、エージェント）
- CLANNAD 〜AFTER STORY〜（サッカー部部員）
- ケロロ軍曹（圧縮くん、門番、店員）
- しゅごキャラ!!どきっ（監督）
- ストライクウィッチーズ（パイロット、兵士）
- ドルアーガの塔 〜the Aegis of URUK〜（登頂者、衛兵）
- ネオ アンジェリーク Abyss -Second Age-（チンピラ）
- 乃木坂春香の秘密（永井）
- ミチコとハッチン（ユーリ、警官B）
- MAJOR 4th season（ニック）

2009年
- キディ・ガーランド（警備部隊長、5課スミス、アナウンス、管制室員B、司会兵卒 他）
- 黒神 The Animation（生徒、長老、雷呀、トライバルエンド）
- 蒼天航路（劉協）
- 宇宙をかける少女（宇野 / 幹部、賀統、回収屋、鰐淵、ICP通信士）
- 空を見上げる少女の瞳に映る世界（連合軍兵士A）
- 乃木坂春香の秘密 ぴゅあれっつぁ♪（永井）
- ヒゲぴよ（パパ、店長、コロッケ屋さん）
- ミラクル☆トレイン〜大江戸線へようこそ〜（黒服A）
- メタルファイト ベイブレード（手下A）
- 遊☆戯☆王5D's（ラモン）

2010年
- 海月姫（店員）
- 侵略!イカ娘（イカ魔人）
- 屍鬼（田茂定文）※TV未放映話
- デュラララ!!（タケシ）
- 爆丸バトルブローラーズ ニューヴェストロイア（プレデター、オペレーターA）

2011年
- 境界線上のホライゾン（2011年 - 2012年、伊藤・健児、榊原・康政、三征西班牙司令、陸上部員） - 2シリーズ
- GOSICK -ゴシック-（ブロワ侯爵の部下B）
- ダンタリアンの書架（ノス）
- 日常（死神隊長、赤城先生、男子生徒、射的の親父、他校の男子 他）
- ぬらりひょんの孫 千年魔京（土彦、強毛裸丸）
- 爆丸バトルブローラーズ ガンダリアンインベーダーズ（エアゼル、場内アナウンス、ブリシオ）
- FAIRY TAIL（2011年 - 2024年、ヒューズ、ベルベノ、ナルプディング、ロッカー、ジエンマ、イリキ 他） - 3シリーズ
- フラクタル（タカミー）
- まよチキ!（坂町次郎）
- 輪るピングドラム（記者）
- 未来日記（白石、信者 小林、12th ブルー、ロッキー、我妻潮 他）
- ラストエグザイル-銀翼のファム-（ヘクター、オスカー、ラケシュ、グラキエス長老D、ソルーシュの副官 他）

2012年
- アクセル・ワールド（上岡有也、サンド・ダクト、ドリル・アバター、菅野、アナウンス 他）
- イクシオン サーガ DT（リンパス）
- 織田信奈の野望（正覚院豪盛）
- 戦姫絶唱シンフォギア（職員）
- 戦国コレクション（演出家）
- テルマエ・ロマエ（レグルス、ローマ人1、山賊1）
- 氷菓（男子生徒、チーフ監視員、後藤直樹、放送部員、氏子、小田 他）
- BTOOOM!（04〈チームの仲間〉）
- 名探偵コナン（2012年 - 2024年、藤波純生、鎌屋崇司、潮哲也、鹿戸貫太）

2013年
- 蒼き鋼のアルペジオ -アルス・ノヴァ-（橿原杏平）
- ささみさん@がんばらない（淡島様）
- 団地ともお（カラス・コンビニ、沖田つよし、農夫）
- DEVIL SURVIVOR2 the ANIMATION（ビフロンス）
- ブラッドラッド（ナワバリヤブリ）
- ログ・ホライズン（2013年 - 2015年、ロンダーク、シュレイダ） - 2シリーズ

2014年
- Wake Up, Girls!（山田AD）
- 咲-Saki- 全国編（大沼秋一郎）
- ジョジョの奇妙な冒険 スターダストクルセイダース（警官B）
- 東京ESP（反町善人）
- DRAMAtical Murder（紅雀〈幼少期〉）
- ニセコイ（子分）
- バディ・コンプレックス（スハルト、学校教師、シグナス船医、グリーン、新衛師団副官、リャザン隊ハッカー）
- ハマトラ（熱海）
- 棺姫のチャイカ（ユニコーン）
- ブレイクブレイド（テュペル）
- 星刻の竜騎士（クラウス・ヴィターハウゼン）
- 普通の女子校生が【ろこどる】やってみた。（司会者）

2015年
- 暗殺教室（2015年 - 2016年、菅谷創介、職員） - 2シリーズ
- Charlotte（注射男）
- 山田くんと7人の魔女（短髪ヤンキー、宮下くん）
- ローリング☆ガールズ（マルコメ）

2016年
- あまんちゅ!（ちょこみん先生、男子A）
- うどんの国の金色毛鞠（松永、犬）
- キズナイーバー（吉澤）
- 機動戦士ガンダムUC RE:0096（マルコ）
- SUPER LOVERS（ロブ、事務員、救急隊員、駅員）
- 石膏ボーイズ（教師、警備員、カメラマン、サラリーマン、司会、DJサプライズ）
- 田中くんはいつもけだるげ（猪熊）
- 刀剣乱舞-花丸-（2016年 - 2018年、次郎太刀、岩融） - 2シリーズ
- マギ シンドバッドの冒険（ザミール）

2017年
- 青の祓魔師 京都不浄王篇（祓魔師、従業員、柳葉魚）
- タイムボカン24（シンプリチオ）
- スナックワールド（ナイトメア）
- SUPER LOVERS 2（アパートの元住人、紅子、ホスト）
- 恋と嘘（男子高校生）
- はじめてのギャル（コスプレ喫茶店長）
- キノの旅 -the Beautiful World- the Animated Series（若い男）

2018年
- ニル・アドミラリの天秤（杙椰、犬堂萌流）
- ハッピーシュガーライフ（父親）
- 寄宿学校のジュリエット（白猫アナウンサー）

2019年
- 真夜中のオカルト公務員（槇、愛知県職員、山岡）
- 手品先輩（学年主任、生徒、警備員）
- BEM（ヴィランA、フードの男）

2020年
- ひぐらしのなく頃に業（2020年 - 2021年、園崎善朗） - 2シリーズ

2021年
- さよなら私のクラマー（戸田北監督、男子生徒、監督、選手）
- 東京リベンジャーズ（赤石仁）
- セブンナイツ レボリューション -英雄の継承者-（カストル）
- 100万の命の上に俺は立っている（村人、島民、老人、オーク）
- 乙女ゲームの破滅フラグしかない悪役令嬢に転生してしまった…X（トマス）
- 結城友奈は勇者である -大満開の章-

2022年
- 最遊記RELOAD -ZEROIN-（妖怪、客、手下、軍人、農夫）
- パリピ孔明（アルバイト）
- 名探偵コナン 本庁の刑事恋物語〜結婚前夜〜（鍋井永貴）
- 史上最強の大魔王、村人Aに転生する（アナウンサー、司会）
- CUE!（悠希の父）
- 転生したら剣でした（ゲンネル）

2023年
- 冰剣の魔術師が世界を統べる（クスエクス＝イグル、クロード＝ローズ）
- 不滅のあなたへ（メサール・ロビン・バスタル）
- 暴食のベルセルク（カシム）
- でこぼこ魔女の親子事情（マラク）

2024年
- 刀剣乱舞 廻 -虚伝 燃ゆる本能寺-（次郎太刀、岩融）
- 最凶の支援職【話術士】である俺は世界最強クランを従える（サイモン）
- 嘆きの亡霊は引退したい（エムシィ）

### 劇場アニメ
- 劇場版 鋼の錬金術師 シャンバラを征く者（2005年）
- 劇場版ポケットモンスター アドバンスジェネレーション ミュウと波導の勇者 ルカリオ（2005年、レジロック）
- ベクシル 2077日本鎖国（2007年、特務局長）
- ドラゴンエイジ -ブラッドメイジの聖戦-（2012年、カサンドラ兄[27]）
- 劇場版 蒼き鋼のアルペジオ -アルス・ノヴァ- DC / Cadenza（2015年、橿原杏平[28][29]） - 2作品
- 魔法少女リリカルなのは Detonation（2018年、アンディ・ペントン[30]）
- 映画 さよなら私のクラマー ファーストタッチ（2021年、矢部）
- RE:cycle of the PENGUINDRUM [後編] 僕は君を愛してる（2022年、記者）

### OVA
2000年代
- ふたりのジョー（2003年、絵描き）
- ナースウィッチ小麦ちゃんマジカルてZ（2004年、論理オタク）
- 『いちご100%』オリジナルDVD（2005年、男2、警備員1）
- CLUSTER EDGE Secret Episode（2006年、クラスター生徒）
- 舞-乙HiME Zwei（2006年、グエン）
- 頭文字D BATTLE STAGE 2（2007年、ギャラリー）
- シゴフミ（2008年、銀行強盗）
- よつのは（2008年、芝大輔）
- ひぐらしのなく頃に礼（2009年、店長）

2010年代
- 機動戦士ガンダムUC（2010年、マルコ）
- 魔法先生ネギま! 〜もうひとつの世界〜（2010年、トラゴロー）
- 乃木坂春香の秘密 ふぃな〜れ♪（2012年、永井）
- ファンタジスタ ステラ（2014年 - 2015年、近藤敦） - コミックス第8 - 10巻DVD付き限定版
- マギ シンドバッドの冒険（2014年、ザミール） - コミックス第3・4巻OVA付き特別版

### Webアニメ
- +チック姉さん（2011年、不良B）
- ニンジャスレイヤー フロムアニメイシヨン（2015年、ダイダロス）
- 殺せんせーQ!（2016年 - 2017年、菅谷創介）
- 天空侵犯（2021年、中野洋平、トレンチコート仮面、短刀仮面）
- ライジングインパクト（2024年、レイディル・ジャンセン）

### ゲーム
2005年
- Like Life an hour（総哉）

2006年
- NARUTO -ナルト- 木ノ葉スピリッツ!!

2007年
- 結界師 黒芒楼の影（志々尾限）

2008年
- 結界師 黒芒楼襲来（志々尾限）
- 無限のフロンティア スーパーロボット大戦OGサーガ（士狼 他）

2009年
- Fallout3（フォークス）

2010年
- あすか! 〜僕ら星灯高校野球団〜（沖野歩）
- ゼノブレイド（ライン）
- ときめきメモリアル Girl's Side 3rd Story（不二山嵐）
- ぱすてるチャイムContinue（ドッツ・カイエン）
- Fallout: New Vegas（ナイトキン / キーン）
- 無限のフロンティアEXCEED スーパーロボット大戦OGサーガ（士狼 他）

2011年
- アンチェインブレイズレクス（ベルーダ）
- The Elder Scrolls V: Skyrim
- ファントムブレイカー（刻夜）
- 日常〈宇宙人〉（執事）

2012年
- うたの☆プリンスさまっ♪ Debut（博士、AD）
- ときめきメモリアル Girl's Side Premium 〜3rd Story〜（不二山嵐）
- PROJECT X ZONE（レッドアリーマー、レッドアリーマー〈白〉、ゾンビ〈青、紫〉、ヘル＝プライド、ジェントルメン）

2013年
- 神咒神威神楽 曙之光（坂上覇吐、波旬）
- 境界線上のホライゾン PORTABLE（伊藤・健児）
- ジョジョの奇妙な冒険 オールスターバトル（ドナテロ・ヴェルサス、呪いの人形〈エボニーデビル〉）
- スーパーロボット大戦Operation Extend
- 姫と林檎にくちづけを（フォルカー）
- ファントムブレイカー: エクストラ（神崎刻夜）
- レゴシティ アンダーカバー（ヴィニー・パパラルド）

2014年
- 声カレ〜放課後キミに会いに行く〜（一ノ宮大雅）
- 越えざるは紅い花〜大河は未来を紡ぐ〜（スレン）
- フリーダムウォーズ（カイ・“ヴォルフ”・シルバ）
- ものべの -pure smile-（飛車角）
- レファルシアの幻影（フェリオ）

2015年
- ジョジョの奇妙な冒険 アイズオブヘブン（ドナテロ・ヴェルサス）
- ゼノブレイドクロス（アバターボイス〈熱血〉）
- ChuSingura46+1 -忠臣蔵46+1- V（吉良上野介）
- 刀剣乱舞（岩融、次郎太刀）
- ドラゴンネスト（ルビナート）
- 百花繚乱エリクシル 〜Record Of Torenia Revival〜（ユッカ・ゼラニウム）
- 夢王国と眠れる100人の王子様（ユーノ）

2016年
- 暗殺教室 アサシン育成計画!!（菅谷創介）
- クイズRPG 魔法使いと黒猫のウィズ（ゼドー・ナッシュ、ムスティン）
- THE KING OF FIGHTERS XIV（バンデラス・ハットリ）
- 討鬼伝2（焔）
- ニル・アドミラリの天秤 帝都幻惑綺譚（杙梛）
- 星織ユメミライ Converted Edition（韮沢秀一）

2017年
- ニル・アドミラリの天秤 クロユリ炎陽譚（杙梛）
- メギド72（2017年 - 2023年、ベリト、フラウロス）

2018年
- D×2 真・女神転生 リベレーション（シモノ）
- 夢間集（コンゴウ）
- でみめん（ベックス）

2020年
- ゼノブレイド ディフィニティブ・エディション（ライン）

2022年
- 東京リベンジャーズ ぱずりべ！全国制覇への道（赤石仁）

2023年
- ドラゴンクエストX 天星の英雄たち オンライン（ナドラガ神）
- サクライグノラムス（風魔小太郎）

2024年
- ペルソナ3 リロード（宮本一志）
- ドラゴンクエストX 未来への扉とまどろみの少女 オンライン（ナドラガ神 / 大竜神ナドラガ）

### ドラマCD
- 蒼き鋼のアルペジオ（2022年、橿原杏平） - 第24巻ドラマCD付き特装版[64]
- 愛はじ。―おつき愛はじめました― 第一弾 「幼なじみ〜お泊り編〜」（華澄陸[65]）
- うたうたいの恋（ユウキ）
- 海賊戦隊ゴーカイジャー オリジナルアルバム お宝サウンドボックス1（ムチャブリン）※ドラマパート部分
- グローランサー（フェザリアン警備兵）
- 越えざるは紅い花〜対の月〜 録りおろしボイスドラマCD「三人分の祈り」（2023年、スレン） - ステラワース限定購入特典[66]
- SHUFFLE! ドラマシリーズ（男子生徒、一般客）
- 世界樹の迷宮III 絶海の優姫（バルガ）
- DRAMAtical Murder DramaCD Vol.1（紅雀〈幼少〉）
- 乃木坂春香の秘密（永井）
- プリンセス・プリンセス ドラマCD（糺孝弘）
- マンガ家さんとアシスタントさんと（貫一真）
- モテハピ 〜ココロtoカラダ満ちてくる〜（東條武尊）
- 妖夢 〜淫魔のカレと迎える朝〜（久神啓）
- よつのは 〜雪が溶けきる、その前に〜（銭湯の男性B）
- ルームシェア 素顔のカレ（朝比奈大輔）

### オーディオブック
- audiobook.jp
  - 成瀬は天下を取りにいく（2024年、稲江敬太[67]）

### 吹き替え

#### 映画
- アイ,ロボット（ファーバー〈シャイア・ラブーフ〉）※テレビ版
- アウトバーン（マティアス〈マーワン・ケンザリ〉）
- ある子供（ブリュノ）
- 更年奇的な彼女（ユアン・シャオオウ）
- 31（ドゥームヘッド〈リチャード・ブレイク〉）
- 13日の金曜日（チュウィー）
- ジュラシック・ワールド/新たなる支配者（デラコート〈スコット・ヘイズ〉[68]）
- セブンティーン・アゲイン（スタン）
- TMNT（ラファエロ）
- ブラックバード・フォース（リッツォ）
- ラスト・ソング（スコット）
- ラッキー・ガール
- レモネード・マウス（ウェン〈アダム・ヒックス〉）

#### ドラマ
- 恐竜SFドラマ プライミーバル（コナー・テンプル）
- KING兄弟シーズン3（ボズ〈アダム・ヒックス〉）
- クリミナル・マインド5 FBI行動分析課（クリストファー） #13
- ザ・クラウン シーズン5（マーティン・バシール）
- ザ・ファビュラス（チョ・ガンウ）
- しあわせの処方箋（マイルズ・プールデ）
- ジーク アンド ルーサー（ルーサー〈アダム・ヒックス〉）
- シークレット・アイドル ハンナ・モンタナ（クーパー）
- セイディmyダイアリー（オーウェン）
- PERSON of INTEREST 犯罪予知ユニット
- ハイスクール・ウルフ
- ホワイトゴールド（ブライアン・フィッツパトリック）
- リゾーリ&アイルズ ヒロインたちの捜査線（クランチャ）
- レッド・オークス（ウィーラー）

#### アニメ
- アルジュンの大冒険 〜氷の蓮の謎〜[69]（ヤキ）
- ドラゴン王子（コルヴィス）
- マイティ・マジソード（プロハイアス・ウォーリアー[70]）
- ミュータント タートルズ（ラファエロ）
- リトル・レッド2 〜ヘンゼルとグレーテル誘拐事件!?〜（オオカミ）
- ルイスと未来泥棒（フランキー）
- ルビー・グルーム（スカロイ）
- レミーのおいしいレストラン（ラロ）

### デジタルコミック
- VOMIC SKET DANCE（垣内仁）
- アニコミ ネトゲ恋愛〜オフ会行ったらイケメン同僚に遭遇してしまいました…〜（土屋晃弘[71]）
- 暁の神威 -光ノ在り処-（2023年、ギルス・パトラ[72]）

### ラジオ
- 智一・美樹のラジオビッグバン（文化放送：5代目アシスタント〈第3期BGP〉）

### ナレーション
- 格闘技伝説 雷電（ナレーション / テレビ東京）
- 救命病棟24時（番宣ナレーション / フジテレビ）
- ホンダ・ステップワゴン 「隠れるシート・エコアシスト」（ウルトラマンダイナ）

### 朗読劇
- リーディングシアター ホス探へようこそ（2008年11月29日、四谷Live inn Magic） - 竜胆 役
- リーディングシアター ホス探へようこそ episode2（2009年10月3日、南大塚ホール） - 竜胆 役
- リーディングシアター ホス探へようこそ FINAL（2012年1月7日・8日、中野ザ・ポケット） - 竜胆 役
- ときめきステーショナリーズ（2019年4月19日、渋谷DESEO mini） - 日替わりゲスト
- ときめきステーショナリーズ2（2019年7月14日、池袋オペラハウス） - 特別出演

## ディスコグラフィ

### キャラクターソング
| 発売日         | 商品名                                     | 歌 | 楽曲                         | 備考                                                |
| -------------- | ------------------------------------------ | --- | ---------------------------- | --------------------------------------------------- |
| 2014年6月25日  | Purest Blue                                | Blue Steels | 「蒼き空の下で」             | アニメ『蒼き鋼のアルペジオ -アルス・ノヴァ-』関連曲 |
| 2015年1月28日  | Blue Snow                                  | Blue Steels | 「アルペジオ」               | アニメ『蒼き鋼のアルペジオ -アルス・ノヴァ-』関連曲 |
| 2015年9月28日  | 暗殺教室 ベストアルバム 〜Music Memories〜 | 3年E組 | 「旅立ちのうた」             | テレビアニメ『暗殺教室』挿入歌                      |
| 2017年12月6日  | 『刀剣乱舞-花丸-』歌詠全集                 | 花丸刀剣男士一同 | 「花丸◎日和！47振りver.」    | 劇場アニメ『刀剣乱舞-花丸- 〜幕間回想録〜』主題歌   |
| 2018年2月14日  | 続『刀剣乱舞-花丸-』歌詠集 其の六          | 大和守安定（市来光弘）、加州清光（増田俊樹）、小夜左文字（村瀬歩）、鶯丸（柿原徹也）、堀川国広（榎木淳弥）、和泉守兼定（木村良平）、太郎太刀（泰勇気）、次郎太刀（宮下栄治） | 「花丸印の日のもとで ver.6」 | テレビアニメ『続 刀剣乱舞-花丸-』オープニングテーマ |
| 2018年2月28日  | 続『刀剣乱舞-花丸-』歌詠集 其の八          | 大和守安定（市来光弘）、加州清光（増田俊樹）、浦島虎徹（福島潤）、一期一振（田丸篤志）、蜻蛉切（櫻井トオル）、日本号（津田健次郎）、小狐丸（近藤隆）、岩融（宮下栄治）       | 「花丸印の日のもとで ver.8」 | テレビアニメ『続 刀剣乱舞-花丸-』オープニングテーマ |
| 2018年3月7日   | 続『刀剣乱舞-花丸-』歌詠集 其の九          | 太郎太刀（泰勇気）、次郎太刀（宮下栄治） | 「刃生道」                   | テレビアニメ『続 刀剣乱舞-花丸-』エンディングテーマ |
| 2019年12月25日 | メギド72 -songs-                           | フラウロス（宮下栄治）、アイム（関根明良）、シトリー（関根明良）、ヒュトギン（バトリ勝悟）                                                                                   | 「カタチを成す想い」         | ゲーム『メギド72』関連曲                            |
| 2019年12月25日 | メギド72 -songs-                           | べリト（宮下栄治） | 「永遠意光〜Twilight」       | ゲーム『メギド72』関連曲                            |

### シリーズ一覧
1. ↑  第1期（2006年）、第2期『解』（2007年）
2. ↑  第1期（2011年）、第2期『II』（2012年）
3. ↑  第1期（2011年 - 2013年）、第2期（2014年 - 2016年）、続編『100年クエスト』（2024年）
4. ↑  第1シリーズ（2013年）、第2シリーズ（2015年）
5. ↑  第1期（2015年）、第2期（2016年）
6. ↑  第1期（2016年）、第2期『続 刀剣乱舞-花丸-』（2018年）
7. ↑  『業』（2020年 - 2021年）、続編『卒』（2021年）

### ユニットメンバー
1. ↑  千早群像（興津和幸）、織部僧（松本忍）、橿原杏平（宮下栄治）
2. ↑  赤羽業（岡本信彦）、磯貝悠馬（逢坂良太）、岡島大河（内藤玲）、岡野ひなた（田中美海）、奥田愛美（矢作紗友里）、片岡メグ（松浦チエ）、茅野カエデ（洲崎綾）、神崎有希子（佐藤聡美）、木村正義（川辺俊介）、倉橋陽菜乃（金元寿子）、潮田渚（渕上舞）、菅谷創介（宮下栄治）、杉野友人（山谷祥生）、竹林孝太郎（水島大宙）、千葉龍之介（間島淳司）、寺坂竜馬（木村昴）、中村莉桜（沼倉愛美）、狭間綺羅々（斎藤楓子）、速水凛香（河原木志穂）、原寿美鈴（日野未歩）、不破優月（植田佳奈）、前原陽斗（浅沼晋太郎）、三村航輝（高橋伸也）、村松拓哉（はらさわ晃綺）、矢田桃花（諏訪彩花）、吉田大成（下妻由幸）、律（藤田咲）、堀部糸成（緒方恵美）
3. ↑  大和守安定（市来光弘）、加州清光（増田俊樹）、へし切長谷部（新垣樽助）、今剣（山下大輝）、前田藤四郎（入江玲於奈）、にっかり青江（間島淳司）、蜂須賀虎徹（興津和幸）、陸奥守吉行（濱健人）、鯰尾藤四郎（斉藤壮馬）、歌仙兼定（石川界人）、宗三左文字（泰勇気）、薬研藤四郎（山下誠一郎）、燭台切光忠（佐藤拓也）、五虎退（粕谷雄太）、山姥切国広（前野智昭）、獅子王（逢坂良太）、石切丸（高橋英則）、秋田藤四郎（山谷祥生）、乱藤四郎（山本和臣）、鳴狐（浅沼晋太郎）、愛染国俊（山下誠一郎）、同田貫正国（櫻井トオル）、鶴丸国永（斉藤壮馬）、平野藤四郎（浅利遼太）、骨喰藤四郎（鈴木裕斗）、厚藤四郎（山下大輝）、小夜左文字（村瀬歩）、鶯丸（柿原徹也）、堀川国広（榎木淳弥）、和泉守兼定（木村良平）、太郎太刀（泰勇気）、二郎太刀（宮下栄治）、大倶利伽羅（古川慎）、三日月宗近（鳥海浩輔）、博多藤四郎（大須賀純）、山伏国広（櫻井トオル）、御手杵（浜田賢二）、江雪左文字（佐藤拓也）、浦島虎徹（福島潤）、一期一振（田丸篤志）、蜻蛉切（櫻井トオル）、日本号（津田健次郎）、小狐丸（近藤隆）、岩融（宮下栄治）、蛍丸（井口祐一）、明石国行（浅利遼太）、長曽祢虎徹（新垣樽助）